# Franzdelle
Franzdelle, früherer Name Eggenbrucherdelle oder Eierbrüggendelle, ist eine Hofschaft im Norden der bergischen Großstadt Wuppertal.

## Lage und Beschreibung
Die Hofschaft liegt im Nordosten des Wohnquartiers Dönberg im Stadtbezirk Uellendahl-Katernberg auf einer Höhe von 212 m ü. NHN oberhalb des Deilbachs an der Stadtgrenze zu Velbert, Hattingen und Sprockhövel.
Benachbarte Orte sind neben Dönberg die Wohnplätze und Hofschaften Brüggen, Am Strauch, Danz, Danzberg, Am neuen Krusen, Kloppwamms, Stopses, Krusen und die Wollbruchsmühle sowie die Hattinger Ortschaften Beek und Dunk.
In der lokalen Mundart wurde der Ort auch als Eierbrüggerdelle oder Eggenbrucher Delle bezeichnet.

## Geschichte
Im 19. Jahrhundert gehörte Franzdelle zu den Außenortschaften der Bauerschaft und der Kirchengemeinde Dönberg in der Bürgermeisterei Hardenberg, die 1935 in Neviges umbenannt wurde. Damit gehörte es von 1816 bis 1861 zum Kreis Elberfeld und ab 1861 zum alten Kreis Mettmann. 
Mit der Kommunalreform von 1929 wurde der südliche Teil von Dönberg abgespalten und mit weiteren, außerhalb von Dönberg liegenden Nevigeser Ortschaften in die neu gegründete Stadt Wuppertal eingemeindet, der Rest Dönbergs mit Franzdelle verblieb zunächst bei Neviges. Durch die nordrhein-westfälische Gebietsreform kam Neviges mit Beginn des Jahres 1975 zur Stadt Velbert und das restliche Dönberg wurde ebenfalls in Wuppertal eingemeindet.